# Biblioteca Reale

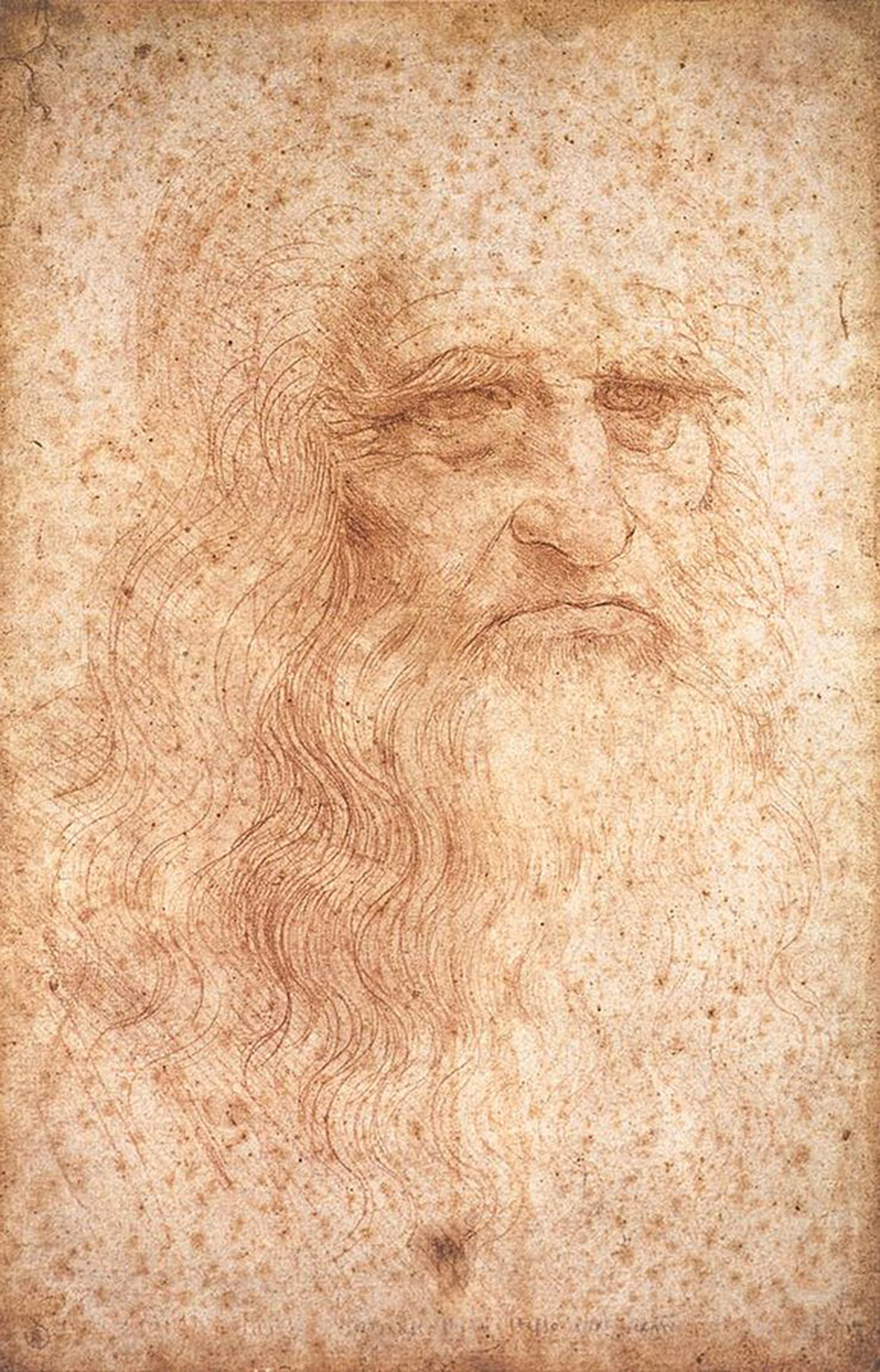
Das sogenannte „Selbstportrait des Leonardo da Vinci“, um 1512, Biblioteca Reale, Turin.

Die Biblioteca Reale di Torino (lateinisch Bibliotheca Regia Taurinensis, deutsch Königliche Bibliothek zu Turin) ist eine staatliche, wissenschaftliche Bibliothek in der italienischen Stadt Turin. Sie befindet sich im Gebäudekomplex des Königlichen Palastes. Das Gebäude wurde im Jahr 1997, als ehemalige Residenz des Hauses Savoyen, in die Liste des UNESCO-Weltkulturerbes aufgenommen.

## Geschichte

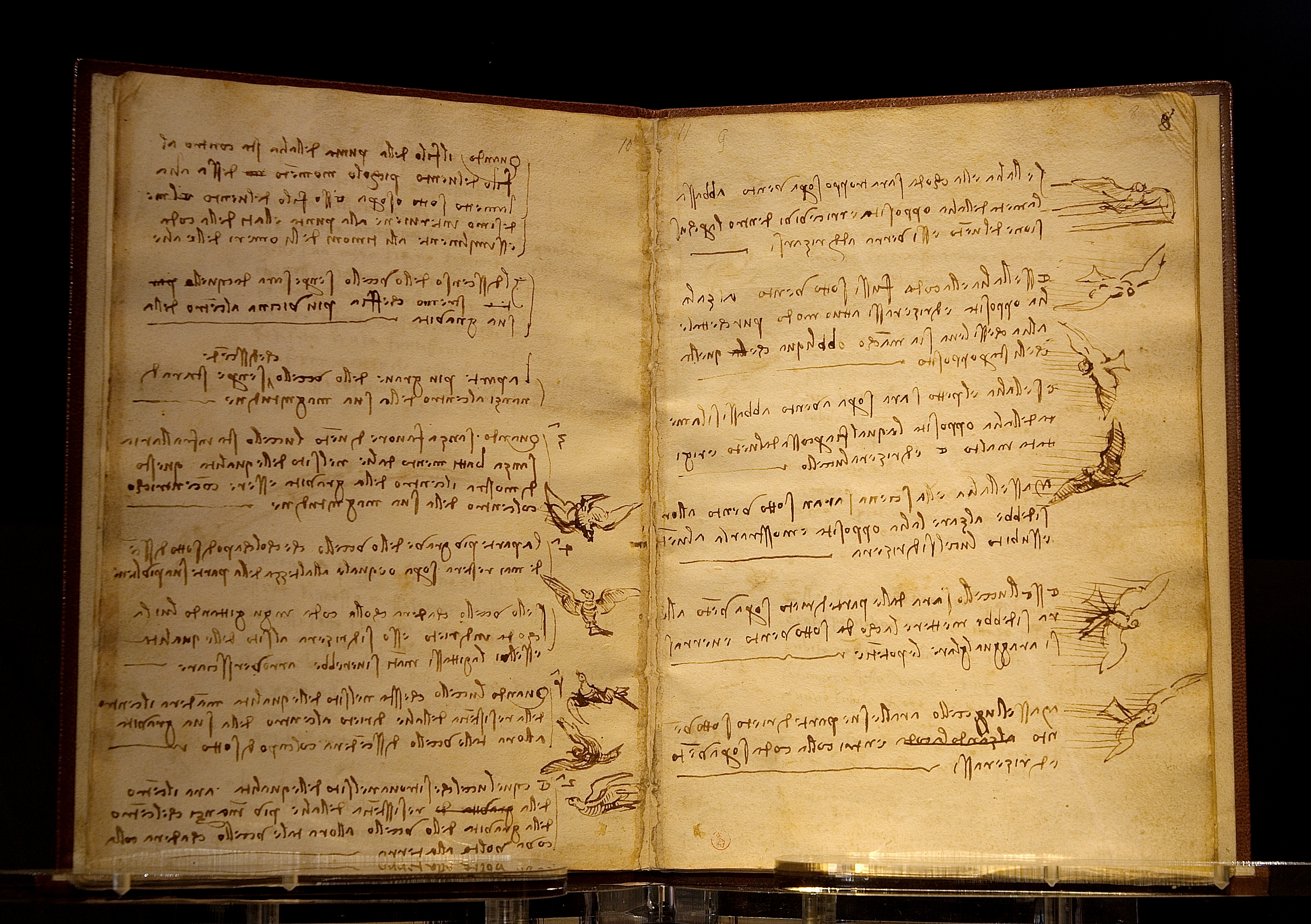
Leonardo da Vinci: „Kodex über den Vogelflug“, 1505, Biblioteca Reale, Turin.

Die Bibliothek wurde 1837 gegründet, als Turin Hauptstadt des Königreichs Sardinien war. Sie wurde auf Initiative des Königs Carlo Alberto von Sardinien (1798–1849) gestiftet, um seine Privatbibliothek und die seltenen Handschriften aus der Sammlung des Hauses Savoyen aufzunehmen. Zum Zeitpunkt ihrer Gründung bestand die Bibliothek bereits aus 112.000 Bänden gedruckter Werke und mehr als 2000 Handschriften.
Durch weitere Käufe erhöhte Carlo Alberto den Bestand der Sammlung um 2000 Zeichnungen alter Meister, darunter dreizehn Blätter des italienischen Renaissancekünstlers Leonardo da Vinci (1452–1519). Darunter das sogenannte „Selbstbildnis des Leonardo da Vinci“, eine Studie für den Engel in der ersten Version der „Madonna in der Felsengrotte“ sowie eine Studie Leonardos für den Engel in Verrocchios „Die Taufe Christi“.
Im Jahr 1893, während der Regierungszeit Königs Umberto I. von Italien, wurde die Sammlung von Leonardo da Vinci-Werken, um den „Kodex über den Vogelflug“ ergänzt, eine gebundene Sammlung von Blättern mit wissenschaftlichen Schriften, Notizen, Skizzen und Zeichnungen des Künstlers.
Bei einem Brand der Bibliothek im Jahr 1904 wurde der hier aufbewahrte Teil des um 1400 ausgemalten „Turin-Mailänder Stundenbuchs“ zerstört, eine der kostbarsten Bilderhandschriften der Welt. Später kam zwar das restliche Fragment mit Miniaturen aus Mailand nach Turin, jedoch in das Museo Civico.
Heute besitzt die Bibliothek über 200.000 Bände, 4500 Handschriften, 3055 Zeichnungen, 187 Inkunabeln, über 5000 Drucke des 16. Jahrhunderts, 1500 Urkunden sowie Sammlungen von Landkarten, Stiche und Drucke.